# Rocce di faglia

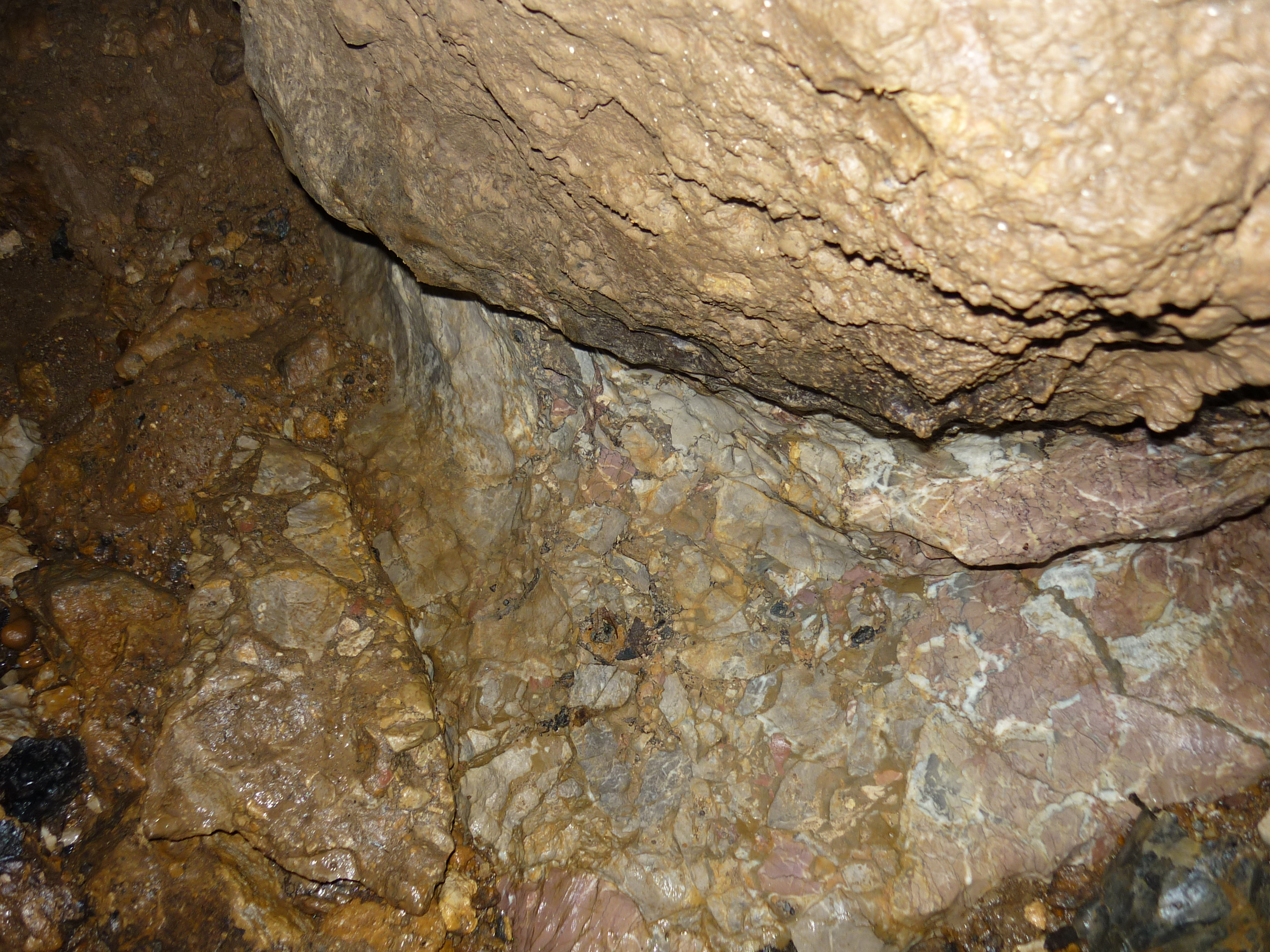
Breccia tettonica, data da faglia in roccia carbonatica

Le rocce di faglia sono rocce frantumate dai movimenti tettonici.
Ciò avviene con l'accumulo di tensioni lungo il piano di faglia finché queste non superano la resistenza a rottura della roccia. A questo punto avviene una liberazione di energia sotto forma di onde sismiche e i due blocchi contrapposti si muovono; tra di essi si formano appunto dei detriti spigolosi che si ricementeranno dando origine alle rocce di faglia dette anche rocce cataclastiche.